# The Bandit's Waterloo
The Bandit's Waterloo è un cortometraggio del 1908 diretto e sceneggiato da David W. Griffith. Il film fu interpretato da Charles Inslee, Linda Arvidson e Marion Leonard con il sottotitolo The Outwitting of an Andalusian Brigand by a Pretty Senora.

## Produzione
Il film venne prodotto dall'American Mutoscope and Biograph Company.

## Distribuzione
Distribuito dall'American Mutoscope and Biograph Company che lo distribuì nelle sale il 4 agosto 1908.